# مازن الكهموس
مازن بن إبراهيم بن محمد الكهموس، رئيس هيئة الرقابة ومكافحة الفساد في السعودية. عُين بأمر ملكي في 30 أغسطس 2019، بعد إعفاء الدكتور خالد بن عبدالمحسن بن محمد المحيسن رئيس الهيئة الوطنية لمكافحة الفساد آنذاك من منصبه.